# Renhe, Yubei
Renhe (kinesiska: 人和) är ett stadsdelsdistrikt i sydvästra Kina. Det ligger i stadsdistriktet Yubei i storstadsområdet Chongqing,  omkring 9 kilometer nordväst om det centrala stadsdistriktet Yuzhong. Antalet invånare är 61 609. Befolkningen består av 29 975 kvinnor och 31 634 män. Barn under 15 år utgör 12,0 %, vuxna 15-64 år 81 %, och äldre över 65 år 6,0 %.